# Ernesto Asbert
Ernesto Asbert fue un político y militar cubano.

## Biografía
Nació en Consolación del Sur, provincia de Pinar del Río el 1 de mayo de 1873. Se incorporçó a las fuerzas del coronel Antonio Núñez el 9 de enero de 1896. Combatió bajo las órdenes de Máximo Gómez Báez y Antonio Maceo. Fue ascendido a coronel el 24 de agosto de 1898. Fue jefe de Policía de Güines, secretario de la Comisión Liquidadora del Quinto Cuerpo de Ejército, gobernador de la provincia de La Habana (1908). El 8 de julio de 1913 en el Paseo del Prado sostuvo una reyerta a tiros con el jefe de la policía Armando de la Riva, hecho que lo eclipsó del ambiente político.